# Theodore Case
Theodore Willard Case est né en 1888 à Auburn et mort en 1944. Il est surtout connu pour être l'inventeur du Movietone sound system, un dispositif servant au cinéma sonore, durant les débuts du XXe siècle.